# Phalangerida
Phalangerida es uno de los dos antiguos subórdenes en los que se dividía el gran orden de marsupiales Diprotodontia. Este gran y diverso suborden incluía a los canguros, walabíes, opósums y similares. El otro suborden, Vombatiformes, sigue vigente y es mucho más pequeño y comprende solo a los koalas y los wombats. Actualmente ya no se considera que esta subdivisión describiera con precisión la gran diversidad de Diprotodontia por lo que se dividió siguiendo criterios filogenéticos.  
En gran medida Phalangeriformes reemplazó a Phalangerida aunque no incluye a los canguros y walabíes (Macropodidae), los potorós (Potoroidae) ni al canguro rata almizclado (Hypsiprymnodontidae). Para situar a estas familias se creó un nuevo suborden denominado Macropodiformes.